# Bod Omega
Bod Omega je symbolické označení pro „druhý pól“ evoluce Vesmíru. V biblické Apokalypse říká oslavený Kristus: „Já jsem alfa i omega, počátek i konec.“ Tento symbol použil Pierre Teilhard de Chardin k označení budoucího pólu vyvíjejícího se Vesmíru, jakožto protějšku k minulému pólu, „bodu Alfa“ čili počátku. Vesmír tedy v čase směřuje od bodu Alfa k bodu Omega, který ovšem nelze chápat předmětně jako geometrické místo nebo určitý stav. Teilhard proto říká, že bod Omega je „ohnisko osobní povahy“, jež zprvu rozbíhavé linie vesmírného vývoje soustřeďuje a přitahuje k sobě.

## Teilhardovo pojetí evoluce
Myšlenka evoluce, spontánní a nevratné proměny Vesmíru, zejména živých organismů a lidských společností, se poprvé objevuje v básnické podobě u Plotina a pak u řady dalších myslitelů, zejména teologů. O nevratném vývoji lidských společností uvažoval italský myslitel Giambattista Vico a představa „vývoje Ducha“ se stala jádrem Hegelovy filosofie dějin. V oblasti přírodních věd je myšlenka geologické i biologické evoluce naznačena v Buffonově Histoire naturelle (od 1749), podrobněji ji rozpracoval Lamarck (1809) a v rozhodující formě Charles Darwin ve svém díle O původu druhů (poprvé 1844)
Filosoficky ji zpracoval Henri Bergson v díle Tvořivý vývoj (1905), kde také poukázal na problém nového: vývoj nemůže znamenat jen rozvíjení už předem daného, nýbrž zahrnuje i vznikání nového, co zde dříve nebylo – čili tvoření. Darwin i Bergson měli na Teilharda hluboký vliv, jeho vlastní pohled byl ale určován i zkušeností hluboce věřícího člověka a mystika, a na druhé straně geologa a paleontologa, který může mít evoluci „přímo před očima“ a zkoumat i její podrobnější struktury. Na základě této zkušenosti mluví Teilhard o vzniku nových forem jako o „rozbíhavém bujení“, zejména v počáteční fázi nějaké formy.
Zároveň ovšem Teilhard hledal jednak obecný parametr evoluce, jímž je pro něho míra „cerebrální komplexity“, jednak celkovou strukturu evoluce jako jediného a celkového kosmického procesu, který sahá od tvorby atomů a galaxií, přes molekuly, buňky a složitější organismy až po primáty, člověka a lidské společnosti. Ty pro něho představují vrchol skutečné, "pravé komplexity", která roste spoluprací a spojováním různého, nikoli mechanickým hromaděním stejných částí. Při studiu evoluce člověka a zejména lidských společností a kultur Teilhard zpozoroval, že v jistém stadiu evoluce začíná vedle rozrůzňující speciace působit také jakási konvergence – sbíhavost a sbližování různých vývojových linií lidstva. Například sdružování kmenů v národy, splývání nářečí v národní jazyky nebo „globalizující“ povaha nejen současné vědy a techniky, ale i hudby nebo módy.
Teilhard byl přesvědčen, že Vesmír právě prochází kritickou fází, kdy konvergence začíná převažovat nad divergencí a přisuzoval to přitažlivému působení „budoucího ohniska evoluce“ čili bodu Omega. Bod Omega tedy není nějaký cílový bod či stav, nýbrž přitažlivý „pól“, který má pro evoluci trojí zásadní význam:
1. působí konvergenci rozbíhavých linií vývoje;
2. je zdrojem nového, jež nelze vysvětlit jen extrapolací předchozího stavu;
3. dodává evoluci potřebnou energii, aby nezůstala na poloviční cestě.

Kosmickým protějškem počátečního impulzu, ať už jej chápeme jako „velký třesk“ nebo stvoření, je tedy přitažlivý pól na „opačném konci“ vesmírného dramatu. Bod Omega je pak pro Teilharda také náboženským pojmem či šifrou pro trvalé Boží působení ve Vesmíru, které lidi nepohání jako neživé předměty ani neřídí pudy, nýbrž přitahuje a zve. Z toho ovšem také plyne, že evoluce je nejistý podnik, závislý i na lidských rozhodnutích, a dosažení bodu Omega není tedy nikdy zaručeno.

## Význam a působení
Představa a symbol Bodu Omega je výrazný příklad Teilhardova „celkového“ myšlení, které chce postihnout a zahrnout všechny stránky lidské zkušenosti a dát jim společný smysl. Vědce, myslitele i mystika v jeho osobě spojuje jedna velká myšlenka, která není jen poznáním a věděním, ale může i řídit jeho praktický život.
Teilhardovy myšlenky přijalo a po svém rozvíjelo několik významných postav s velmi různými názory. Teilharda se přímo dovolává ruský biolog Vladimir Ivanovič Vernadskij, na jeho myšlenky navázal britský antropolog Gregory Bateson nebo klimatolog a chemik James Lovelock, jehož představa Země jako jediného super-organismu (teorie Gaii) má značný význam pro současné ekologické myšlení. Vědecko-fantastický charakter měla teorie „bodu Omega“ F. J. Tiplera, vyskytují se i různé varianty technologické (transhumanismus) a futuristické.